# Северна зелена анаконда

## Размери
Северната зелена анаконда достига до 7,9 метра и 199,5 килограма.

## Ареал
Река Формозо, в Южна Бразилия.

## Официално признаване от науката за отделен вид
Дълго  науката е на мнение, че северната зелена анаконда принадлежи към Зелената анаконда Eunectes murinus . Впоследствие става ясно, че това е съвсем отделен вид. 

### Откритието на професор Уонк
Професор Уонк, в качеството си на ръковидетел на голям международен екип  открива открива, че най-големият вид анаконда е зелената анаконда. Постепенно обаче  той започва да допуска, че всъщност е открил нов вид змия. Зелените анаконди, открити в северната част на техния ареал в Южна Америка ( по-точно Венецуела, Суринам и Френска Гвиана) според него принадлежат към напълно различен вид. На 21.2.2024 година науката официализира това твърдение. Новият вид получава името Eunectes akaiima или северна зелена анаконда.Изследователите твърдят, че тя е застрашен вид. Според проф. Уонк въпреки че на пръв поглед изглеждат почти еднакви, генетичната разлика между тях е 5,5 процента (това е огромна разлика; за сравнение генетичната разлика между вълка и кучето е  0,01-0,04 процента; хората и шимпанзетата пък се различават генетично един от друг само с около два процента. ).  

### Откритето на професор Хесус Ривас. Находката на Уил Смит[1]
Професор Хесус Ривас,  осъзнава че има повече от един вид зелена анаконда през 2007г. Тогава той и съпругата му Сара (която също е учен), започват да анализират пробите, за да докажат генетични различия. Ривас добавя, че се занимава с изследване на атнакондата от от 1992 година.Едва през 2024 годината науката признава, че съществува съвсем отделен генетичен вид. През февруари 2024 артистът и телевизионен водещ  Уил Смит  е открил  северна зелена анаконда  с големина 7,9 метра и тежаща 199,5 кг. Находката е направена по време на снимките на сериала  на Disney+ и National Geographic, „Pole to Pole“. Екипът от 15 международни биолози се натъква на този гигант през февруари, дълбоко в бразилската тропическа гора на Амазонка. Биолозите щателно анализират ДНК на северната зелена анаконда. Те наименоват  като нарекли този образец Ана Джулия и откриват 5,5% разлика в сравнение с други анаконди. Тази генетична дивергенция ги накара да спекулират, че са се натъкнали на нов вид. Река Формозо, сгушена в селския район Бонито в щата Мато Гросо до Сул в Южна Бразилия, се превърна в последното място за почивка на безжизненото тяло на Ана Джулия.